# Aethiothemis carpenteri
Aethiothemis carpenteri är en trollsländeart som först beskrevs av Fraser 1944.  Aethiothemis carpenteri ingår i släktet Aethiothemis och familjen segeltrollsländor. Inga underarter finns listade i Catalogue of Life.